# Snežnaja skazka
Snežnaja skazka (Снежная сказка) è un film del 1959 diretto da Aleksej Nikolaevič Sacharov e Ėl'dar Šengelaja.